# Ulza
Ulza kisváros Albánia északi részén, Tiranától légvonalban 40 kilométerre északkeleti irányban, Burrel városától 13 kilométerre északnyugatra, a Mat folyó völgyében duzzasztott Ulzai-tó nyugati végpontján. A Dibra megyei Mat községen belül Ulza alközség központja, mely utóbbi közigazgatási egység Ulzán kívül magában foglalja még Bushkash, Kokërdhok, Lundre, Madhesh és Stojan falvakat. A 2011-es népszámlálás alapján az alközség népessége 1229 fő.
A Mat partján, a Shkopeti-hegyszoros keleti végében fekvő falu mellett épült fel 1952 és 1957 között egy völgyzáró gát, és ekkor jött létre a Mat visszaduzzasztott víztömegéből az Ulzai-tó. Az 1958 januárjában üzembe állított vízerőmű személyzetének a városi jogállásúvá lett Ulza adott otthont. A kisváros egyetlen látnivalója a 64 méter magas duzzasztógát mellett a római katolikus Szent Márk-templom (Kisha e Shën Markut). A tó nyugati partvidéke az Ulzai-tavi körzeti természetvédelmi terület (Parku Natyror Rajonal “Liqeni i Ulzës”) része.